# Titovka (oblast de Mourmansk)
Titovka (en russe : Тито́вка) est une gare (un type de localité) du raïon de Petchenga de l'oblast de Mourmansk, en Russie arctique. Sa population s'élevait à 1 habitant au recensement de 2010.

## Géographie
Le village de Titovka se situe dans l'oblast de Mourmansk, un oblast de la Laponie, en Russie arctique, et il fait partie du district fédéral du Nord-Ouest. Le village fait partie du raïon de Petchenga, le raïon de l'oblast, avec Petchenga comme centre administratif.  
Titovka, comme tout l'oblast de Mourmansk, est située dans le fuseau horaire MSK (heure de Moscou). Le décalage horaire appliqué par rapport au temps universel coordonné est +03:00.

## Démographie
Recensements (*) et estimations de la population,:
| 2002 * | 2010* | - | - |
| ------ | ----- | - | - |
| 33     | 1     | - | - |